# Centro de Investigación y Desarrollo de Educación Bilingüe
El Centro de Investigación y Desarrollo de Educación Bilingüe (CIDEB) es una institución pública de educación de nivel medio superior perteneciente a la Universidad Autónoma de Nuevo León. Desde su fundación en el año 2001, se encuentra ubicado dentro del Campus Mederos, al sur de Monterrey, Nuevo León, México, siendo la única preparatoria de la UANL ubicada en algún campus de la institución. Tiene como lema «Not a common High School».
El director de la institución es el Dr. Socorro Guajardo González, quien asumió el puesto en 2004. Actualmente es el único director de la UANL que ha servido el puesto de director de una preparatoria de nivel medio superior por más de 6 años, habiendo servido hasta la fecha 21 años años como director del plantel.

## Historia
El Centro de Investigación y Desarrollo de Educación Bilingüe (CIDEB) es una institución de educación de nivel medio superior perteneciente a la Universidad Autónoma de Nuevo León. Aprobada en la Sesión Extraordinaria del H. Consejo Universitario el 27 de junio de 2000 a fin de promover la educación media superior modalidad bilingüe a estudiantes con mayor promedio durante los tres años de secundaria y que hayan obtenido un alto puntaje en los exámenes de TOEFL y de conocimientos generales. Así también se gestó como un centro para la investigación en educación bilingüe. Esta escuela es una de las preparatorias de la Universidad con mayor nivel académico.
Su objetivo es "formar integralmente a los jóvenes  en las diferentes áreas del conocimiento para que interpreten y transformen su realidad con certeza, liderazgo, ética y sensibilidad a través de un sólido aprendizaje basado en habilidades y competencias que les permita respetar el entorno social y natural. Asimismo, desarrollar en los alumnos el dominio de un segundo idioma que les brinde la oportunidad de competir en una sociedad cada vez más compleja y globalizada".
En agosto de 2003 se inició con el primer bachillerato internacional avalado por la Organización del Bachillerato Internacional en Suiza, siendo la única universidad pública en Nuevo León que cuenta con esta modalidad de bachillerato.
La UANL aspira a ser la mejor Universidad pública en México, como se ha establecido en el programa “Visión 2020”. Entre los objetivos más importantes de la UANL está la internacionalización de sus planes de estudio. Para alcanzar este propósito es necesario ampliar los programas de enseñanza de idiomas, tanto a nivel medio superior y superior para ambos: estudiantes y profesores.

## Oferta educativa
La institución actualmente imparte cuatro bachilleratos, que son el Bachillerato Bilingüe, el Bachillerato Bilingüe Progresivo, el Bachillerato Francés Progresivo y el Bachillerato Internacional. Además cuenta con el programa de Educación Continua que imparte cursos sabatinos de Inglés a los adolescentes.

### Bachillerato Bilingüe
El Bachillerato Bilingüe abarca cuatro semestres y las unidades de aprendizaje se imparten en inglés, a excepción de algunas relacionadas con las Ciencias Sociales y Español, como Orientación Educativa, Elección Vocacional, entre otras. Para ingresar a este bachillerato es necesario obtener un puntaje alto en los exámenes de TOEFL y de conocimientos generales.

### Bachillerato Bilingüe Progresivo Inglés
El Bachillerato Bilingüe Progresivo Inglesabarca cuatro semestres y las unidades de aprendizaje se imparten en inglés, a excepción de algunas como Cultura Física y Salud, Orientación y Español. El ingreso a este bachillerato es distinto a los demás, ya que la institución solo envía invitaciones a los alumnos con mayor promedio que hayan estudiado en una secundaria pública. Para ingresar a este bachillerato, además de ser invitado, es necesario obtener un alto puntaje en el examen de conocimientos generales y presentar el TOEFL solo para calcular el nivel de inglés. A los alumnos de este bachillerato se les otorga una beca para la Cuota de Rectoría y se les imparte un curso gratis de Inglés sabatino en el programa de Educación Continua de la Preparatoria.

### Bachillerato Bilingüe Progresivo Francés
El Bachillerato Bilingüe Progresivo Francés tiene una duración de cuatro semestres. Las unidades de aprendizaje se imparten en inglés, además de incluir una clase de francés y una de humanidades, como Apreciación de las Artes o Ciencias Sociales en francés. Para ingresar a este bachillerato, es necesario contar con un nivel muy alto en el TOEFL y demostrar sólidos conocimientos generales en el conocimientos generales. Los alumnos de este programa reciben una beca para la Cuota de Rectoría. Este bachillerato solo cuenta con un grupo por generación.

### Bachillerato Internacional
El Bachillerato Internacional abarca seis semestres y las unidades de aprendizaje se imparten en español, inglés y francés. Para ingresar a este bachillerato se seleccionan a los alumnos con mayor puntaje de la suma de los exámenes de TOEFL y de conocimientos generales. Los estudiantes de primer semestre de los Bachilleratos Bilingüe y Bilingüe Progresivo pueden cambiarse a este bachillerato para segundo semestre sólo si cuentan con un alto promedio. Los alumnos de este bachillerato tienen que tomar varias clases en contra-turno a la semana debido a la extensa cantidad de materias por semestre. Al finalizar el bachillerato el alumno egresa con la posibilidad de ser maestro de Inglés y tiene más oportunidades de conseguir una beca e irse a estudiar al extranjero.

## Actividades deportivas
Entre las disciplinas que se practican en la escuela destacan:
- Fútbol
- Básquetbol
- Fútbol americano
- Fútbol bandera
- Voleibol

## Ataque a alumna
El ataque a una estudiante en la UANL ocurrió el 26 de enero de 2024 en el Centro de Investigación y Desarrollo Bilingüe (CIDEB) de la Universidad Autónoma de Nuevo León (UANL), ubicado en Monterrey, Nuevo León, México.

### El Ataque
Durante la mañana, un joven de 16 años, enmascarado y con guantes rojos, ingresó al aula y atacó a una estudiante con un arma blanca. El agresor fue detenido por el prefecto de la preparatoria después de un forcejeo. Según se informó, ambos adolescentes eran compañeros de clase y habían mantenido una relación sentimental hasta unos días antes del incidente. El guardia lo vio pasar y según testimonios nadie hizo nada, porque pensaron que era una broma. 

### Consecuencias
La estudiante resultó herida en las manos, brazos y rostro, y fue trasladada a un hospital privado para recibir atención médica. Las clases en el CIDEB fueron suspendidas temporalmente debido al incidente, sin embargo aun así tuvieron clase en línea, causando preocupación entre los padres y alumnos.

### Respuesta de emergencia
Las autoridades de la UANL y elementos de Fuerza Civil intervinieron rápidamente para asegurar el área y detener al agresor. La comunidad educativa ha expresado su consternación y se están tomando medidas para garantizar la seguridad de los estudiantes.

### Impacto y repercusiones
La estudiante se recuperó; sin embargo, según testimonios de otros alumnos, nunca regresó a la escuela y no llegó a graduarse. Como respuesta al incidente, la institución implementó medidas de seguridad, incluyendo inspecciones con perros, las cuales fueron reduciendo su frecuencia con el tiempo. Durante un mes, también se llevaron a cabo revisiones de mochilas, pero esta práctica, al igual que la presencia de perros, fue eventualmente discontinuada.  
Adicionalmente, se contrató a más guardias de seguridad; no obstante, la solicitud de incorporar personal más joven no fue atendida, manteniéndose en su mayoría un equipo compuesto por personas de la tercera edad o con discapacidades.